# Gunter Sekora
Gunter Sekora (* 3. října 1950, Lipsko) je bývalý východoněmecký fotbalista, pravý obránce, reprezentant Východního Německa (NDR).

## Fotbalová kariéra
Ve východoněmecké oberlize hrál za 1. FC Lokomotive Leipzig, nastoupil ve 251 ligových utkáních a dal 9 gólů. V letech 1976 a 1981 vyhrál s 1. FC Lokomotive Leipzig východoněmecký fotbalový pohár. V Poháru vítězů pohárů nastoupil v 6 utkáních a dal 1 gól a v Poháru UEFA nastoupil ve 11 utkáních. Za reprezentaci Východního Německa (NDR) nastoupil v roce 1980 v utkání s Řeckem.

## Ligová bilance
| Ročník          | Zápasy | Góly | Klub                     |
| --------------- | ------ | ---- | ------------------------ |
| I. liga 1970/71 | 19     | 0    | 1. FC Lokomotive Leipzig |
| I. liga 1971/72 | 25     | 0    | 1. FC Lokomotive Leipzig |
| I. liga 1972/73 | 26     | 1    | 1. FC Lokomotive Leipzig |
| I. liga 1973/74 | 25     | 1    | 1. FC Lokomotive Leipzig |
| I. liga 1974/75 | 18     | 1    | 1. FC Lokomotive Leipzig |
| I. liga 1975/76 | 23     | 1    | 1. FC Lokomotive Leipzig |
| I. liga 1976/77 | 25     | 0    | 1. FC Lokomotive Leipzig |
| I. liga 1977/78 | 26     | 2    | 1. FC Lokomotive Leipzig |
| I. liga 1978/79 | 21     | 1    | 1. FC Lokomotive Leipzig |
| I. liga 1979/80 | 25     | 1    | 1. FC Lokomotive Leipzig |
| I. liga 1980/81 | 18     | 1    | 1. FC Lokomotive Leipzig |
| CELKEM I. liga  | 251    | 9    |                          |